# 1787
Évszázadok: 17. század – 18. század – 19. század
Évtizedek: 1730-as évek – 1740-es évek – 1750-es évek – 1760-as évek – 1770-es évek – 1780-as évek – 1790-es évek – 1800-as évek – 1810-es évek – 1820-as évek – 1830-as évek
Évek: 1782 – 1783 – 1784 – 1785 –  1786 – 1787 – 1788 – 1789 – 1790 – 1791 – 1792

## Események

### Határozott dátumú események
- február 15. – II. József elrendeli, hogy a parasztok jogi képviseletét állami ügyvédek lássák el hivatalból.
- április 15. – Pesten megnyílik a mai Szent István-bazilika helyén az állatviadaloknak otthont adó Heccszínház.
- május 16. – II. József és II. Katalin orosz cárnő megbízottai szövetséget kötnek a török ellen Kerszon városában.[1]
- július 23. – II. József kötelezővé teszi a vezetéknevek használatát Magyarországon.[2]
- augusztus 24. – Törökország hadat üzen Oroszországnak.[1]
- szeptember 17. – Amerikai Egyesült Államok alkotmányának elfogadása.[3]
- október 29. – Prágában bemutatkák Wolfgang Amadeus Mozart Don Giovanni című operáját.[4]
- december 2. – Ausztria Oroszország oldalán belép a törökök elleni háborúba.[1]
- december 7. – Delaware ratifikálja az amerikai alkotmányt, ezzel az Egyesült Államok első államává válik.[3]
- december 12. – Pennsylvania lesz az Egyesült Államok második állama.[3]
- december 18. – New Jersey lesz az Egyesült Államok harmadik állama.[3]

### Határozatlan dátumú események
- Angliában létrehozzák a rabszolgakereskedelem ellen küzdők társaságát (Society for the Abolition of the Slave Trade).[5]
- A lezárult népszámlálás adatai alapján a Magyar Királyság összlakossága 9 265 185 fő, ebből Magyarország 6 467 829 fő, Erdély 1 440 986 fő, a Határőrvidék 709 353 fő, Horvátország 647 017 fő.

## Az év témái

### 1787 az irodalomban
- november 13. – Kazinczy Ferenc, Baróti Szabó Dávid és Batsányi János megalapítja a Kassai Magyar Társaságot.[6]

## Születések
- január 18. – Bechtold Fülöp, császári és királyi altábornagy († 1862)
- február 13. – Beszédes József, vízépítő mérnök, a Magyar Tudományos Akadémia levelező tagja († 1852)
- május 11. – Alfred Candidus Ferdinand zu Windisch-Grätz, császári és királyi tábornagy, az 1848–49-es szabadságharc egy időszakában a császári csapatok főparancsnoka († 1862)
- április 23. – Peter Dajnko, szlovén nyelvész, író, méhész († 1873)
- október 3. – Apostol Pál, evangélikus prédikátor († 1860)
- november 10. – Csontos István, magyar hivatalnok, író († 1831)
- december 11. – Carabelli György, orvos, fogorvos. katonaorvos († 1842)
- december 17. – Jan Evangelista Purkyně cseh anatómus és fiziológus († 1868)
- december 27. – Ferdős Dávid, református lelkész, tanár, költő († 1866)

## Halálozások
- április 2. – Thomas Gage, az Amerikában állomásozó brit csapatok katonai kormányzója volt 1763-tól 1775-ig (* 1719)
- május 28. – Leopold Mozart, zeneszerző, zenepedagógus és hegedűművész (* 1719)
- október 4. – Cornides Dániel, történész, egyetemi tanár, könyvtáros (* 1732)
- november 15. – Christoph Willibald Gluck, német zeneszerző (* 1714)
- november 30. – Lieb Ferenc, rokokó festő